# اپلینگتون (آیووا)
اپلینگتون (به انگلیسی: Aplington) شهری در ایالت آیووا کشور ایالات متحده آمریکا است که جمعیت آن در سرشماری سال ۲۰۱۰ میلادی، ۱٬۱۲۸ نفر بوده‌است.